# Кус (окръг, Орегон)
Окръг Кус (на английски: Coos County) е окръг в щата Орегон, Съединени американски щати. Площта му е 4678 km², а населението - 62779 души (2000). Административен център е град Коукийл.

## Градове
- Бандън
- Кус Бей
- Лейксайд
- Мъртъл Пойнт
- Пауърс
- Северен Бенд